# Ibis crestat
Ibisul crestat (Nipponia nippon), cunoscut și ca „ibisul japonez” (sau „toki” în limba japoneză), este un ibis de talie relativ mare. Capul este parțial descoperit de pene, pielea este roșie, și are o creastă deasă de pene albe. Este singurul membru al genului Nipponia.

## Descriere și modul de viață
Lungimea de la cioc la coadă este de maxim 75 cm, iar anvergura este de 1,40 m. Penajul este alb cu nuanțe roz-oranj. Ciocul este negru. Trăiește în păduri mlăștinoase, la o înălțime de 470– 1300 m.
Se hrănește cu peștișori, broaște, melci de râu și alte moluște, precum și cu insecte.

## Răspândirea
În trecut putea fi întâlnit în Rusia, Coreea, Taiwan, Manciuria și Japonia.
Datorită distrugerii spațiului său vital prin defrișarea pădurilor, asanarea mlaștinilor și amenajarea de terase pentru cultivarea orezului, numărul lor s-a redus până aproape de dispariție. În anii 1970, în Japonia mai erau doar 8 ibiși pe insula Sado (Prefectura Niigata). În 2002 erau 140 de ibiși crestați în libertate în China, iar în 2003 ultimul ibis crestat din Japonia născut în libertate a murit. În 2008, 10 păsări crescute într-un centru special de pe Insula Sado au fost puse în libertate, iar în 2009, 20 de păsări.
În decembrie 2011 Japonia avea 211 de ibiși crestați.

## Diverse
În 1934 în Japonia, ibisul crestat a fost declarat simbol național, și este și în prezent pasărea simbolică a prefecturii Niigata.